# Auguste Verdeil
 (avril 2017).
Si vous disposez d'ouvrages ou d'articles de référence ou si vous connaissez des sites web de qualité traitant du thème abordé ici, merci de compléter l'article en donnant les références utiles à sa vérifiabilité et en les liant à la section « Notes et références ».
Pour les articles homonymes, voir Verdeil.
Auguste Guillaume Elzéard Verdeil, né le 13 avril 1793 à Avignon et mort le 23 avril 1856 à Lausanne, est un médecin, député et historien suisse.

## Biographie
Il est le fils de François Verdeil (1747-1832) et de Sophie Dufey (1753-1841). Ses parents, pour échapper à la condamnation des autorités bernoises qui occupent le canton de Vaud, s'exilent en France de 1792 à 1794. Auguste Verdeil naît à Avignon le 13 avril 1793. Après le retour en Suisse de la famille Verdeil, son père reprend sa pratique médicale. À la suite de la création de la nouvelle administration vaudoise, il devient chef du Bureau de la santé et médecin-chef de l'hôpital cantonal.
Auguste fait ses premières classes à Lausanne. Son père le destine à être médecin et l'envoie donc ensuite à Genève pour suivre les cours de médecine à l'Académie. Il continue ses études à Paris de 1813 à 1815, puis à Édimbourg où il défend en 1817 une thèse sur les rapports de la géologie avec la médecine, étudiant les influences des sites et des terrains sur la santé et l'hygiène. Ce travail lui ouvre les portes de la Société royale de sciences d'Édimbourg. Il effectue quelques voyages en Europe en compagnie de géologues.
Auguste Verdeil épouse Louise Bouniols (née en 1802) dans l'église protestante de Lyon le 27 novembre 1821. Le couple rentre à Lausanne en 1822 avec sa première fille, Adèle. Les Verdeil emménagent dans la villa Montriond-le-Crêt, achetée la même année par le père d'Auguste. Leurs trois enfants suivants : Émilie (1823), William (1825) et François (1826), y naîtront. Le couple aura en 1834 un cinquième enfant, Sophie.
Auguste Verdeil ouvre un cabinet de consultation à Lausanne. En outre, il devient, comme son père avant lui, médecin-chef de l'Hôpital cantonal et vice-président du Conseil de santé. Membre de la Commission des hospices et des établissements de détention, il publie en 1842 une étude dans laquelle il combat l'isolement et le silence absolus dans lesquels sont plongés les détenus à cette époque, selon le modèle américain, au pénitencier de Lausanne. Il considère ces méthodes comme une cause possible d'aliénation mentale et propose d'améliorer le règlement.
En parallèle, à l'armée, il commande une compagnie de chasseurs à cheval et s'occupe de plus de l'organisation des haras.
Il entre au Grand Conseil puis siège à la Municipalité de Lausanne entre 1833 et 1842. En mars 1835, il propose de créer un établissement scolaire moyen et en prépare un projet qui est adopté par l'Exécutif : l'École moyenne (qui deviendra par la suite l'École industrielle, puis le Collège scientifique) ouvre ses portes le  1er novembre 1837. Auguste Verdeil en préside le comité de surveillance. Il accepte les propositions des élèves de porter un uniforme et de former un corps de cadets. Deux ans plus tard, il fonde également, sous le patronage de la Municipalité, l'École supérieure de jeunes filles, ouverte le 1er novembre 1839.
En 1838, il devient le secrétaire du Comité provisoire pour une communication à établir entre les lacs Léman et d'Yverdon. Il en deviendra ensuite le président. En 1846, il publie un mémoire sur le problème des chemins de fer dans le canton de Vaud.
Après le renversement de l’ancien régime le 14 février 1845, il quitte la politique active et ses fonctions dans l'administration cantonale et consacre son temps libre à la rédaction de l'Histoire du Canton de Vaud, qui paraîtra en 3 volumes entre 1849 et 1852.
En 1853, il est nommé inspecteur des établissements de détention par le Gouvernement vaudois. Il représente alors l'autorité cantonale auprès des géôliers et du directeur du pénitencier cantonal.
Après une longue maladie, il meurt le 23 avril 1856 dans sa villa Montriond-le-Crêt. Ses obsèques ont lieu le 26 avril.

## Famille
Son second fils, François Verdeil, devenu médecin, a rédigé un traité de chimie organique avec Charles Robin.

## Toponymie
Lausanne possède une avenue Dr-Auguste-Verdeil (de l'avenue des Mousquines à l'avenue Charles-Secrétan), sur décision municipale de 1908, à la demande de particuliers.

## Sources
- Louis Polla, Rues de Lausanne, Lausanne, éditions 24 heures, 1981, 118-119 p. (ISBN 978-2-8265-0050-6)